# Бигеево
 Бигеево  —  село в Неверкинском районе Пензенской области. Административный центр  Бигеевского сельсовета.

## География
Находится в юго-восточной части Пензенской области на расстоянии приблизительно 8 км на северо-восток от районного центра села Неверкино.

## История
Основано служилыми татарами-мишарями в первой половине XVIII века. Упоминается с 1747 года.  В 1748 году здесь (Бегеево) отмечена 161 ревизская душа татар, приписанных к Адмиралтейству. В 1795 году деревня Бегеевка была населена в основном казенными крестьянами (85 дворов, 203 ревизских души), а часть принадлежала помещику, статскому советнику Василию Борисовичу Бестужеву и его детям. В 1859 в селе 2 мечети, 2 мельницы. В 1877 году 164 двора, 3 мечети, школа, ветряная мельница, 2 кирпичных заведения. В 1911 – 291 двор, 3 мечети, 2 татарские школы. Между 1911 и 1939 годами в состав села вошла деревня Клявлино. В 1955 году село было центральной усадьбой колхоза «Кзыл-Иль».

## Население
| 1750 | 1795 | 1859 | 1911  | 1926  | 1939 | 1959 |
| ---- | ---- | ---- | ----- | ----- | ---- | ---- |
| 322  | ↗406 | ↗524 | ↗1507 | ↗1521 | ↘999 | ↘563 |
| 1979 | 1996 | 2004 | 2010  | 2012  |      |      |
| ↘502 | ↘482 | ↘476 | ↘455  | ↗645  |      |      |